# Sugiyamaemyces oroussetii
Sugiyamaemyces oroussetii är en svampart som beskrevs av I.I. Tav. & Balazuc 1989. Sugiyamaemyces oroussetii ingår i släktet Sugiyamaemyces och familjen Laboulbeniaceae.   Inga underarter finns listade i Catalogue of Life.